# Râul Netezi
Râul Netezi este un curs de apă, afluent al râului Topolița. 

## Hărți
- Parcul Vânători-Neamț
- Ovidiu Gabor - Economic Mechanism in Water Management ][nefuncțională]